# Teatr Sensacji

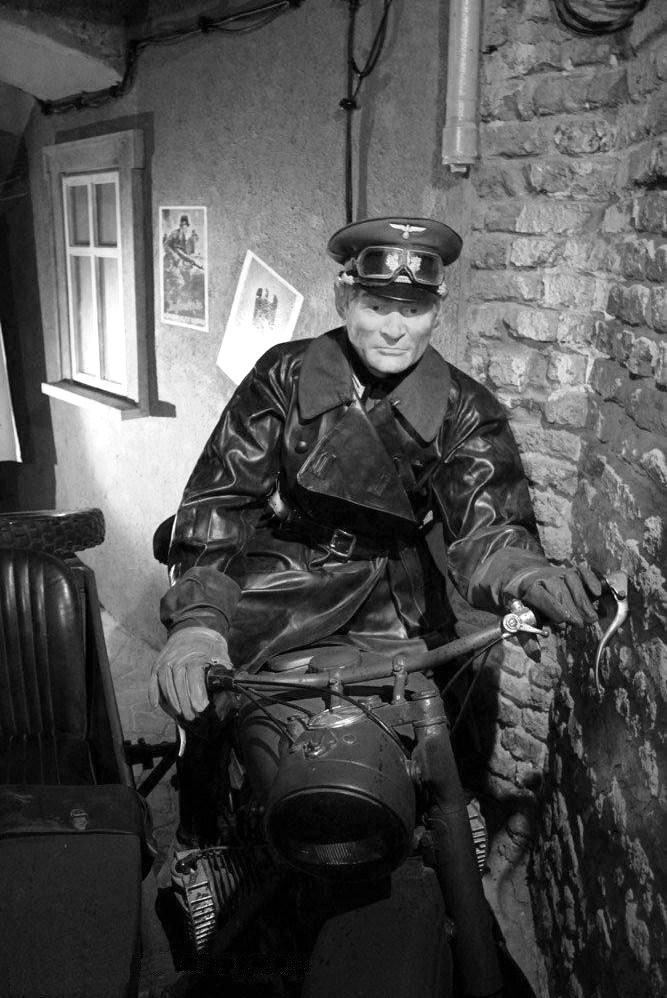
Inscenizacja „Stawki większej niż życie”, łącznie czternastu spektakli z cyklu Teatru Sensacji

Teatr Sensacji „Kobra” – cykl sensacyjnych telewizyjnych przedstawień teatralnych, emitowany od 6 lutego 1956 (lub od 27 września 1956) do 1993 i ponownie od 2013. W latach 50. i 60. jeden z najpopularniejszych polskich programów telewizyjnych. Inicjatorką cyklu była redaktorka TVP, Illa Genachow.
Były trzy rodzaje teatru:
- Teatr „Kobra” – przedstawienia o tematyce kryminalnej z charakterystycznym wężem kobrą w czołówce
- Teatr Sensacji – przedstawienia sensacyjne z akcją rozgrywającą się podczas II wojny światowej lub współcześnie i nawracającą do tamtych czasów
- Teatr Sensacji i Fantastyki „Sfinks” – przedstawienia fantastyczne; scena ta działała krótko, przez kilka pierwszych lat

Datę 6 lutego 1956 (poniedziałek) i tytuł Zatrute litery według powieści Agathy Christie w reżyserii Adama Hanuszkiewicza przyjęto jako symboliczne narodziny cyklu. Był to spektakl nadawany na żywo i nie zachowały się żadne zdjęcia archiwalne. Pierwsze zdjęcia pochodzą z 1959.
Przedstawienia były emitowane w czwartki wieczorem (z tego powodu znany też jako „Czwartkowy Teatr”), zazwyczaj bezpośrednio po Dzienniku Telewizyjnym. Animowana czołówka z wijącym się wężem była dziełem Witolda Giersza, a muzyka pochodziła z samego początku Sekstetu Francisa Poulenca op. 100 na fortepian, flet, obój, klarnet, róg i fagot.
Do 1961 w ramach Kobry prezentowano także adaptacje utworów fantastycznych, m.in. Stanisława Lema i Gore Vidala. Od 1963 rozpoczęto nadawanie spektakli fantastycznych w ramach Sceny „Sfinks” (m.in. Współczynnik wyobraźni Zbigniewa Safjana, reż. Stanisław Wohl, Dr Jekyll i Mr Hyde Roberta Louisa Stevensona, reż. Jerzy Antczak) oraz sensacyjnych (czołówka z pająkiem).
W ciągu lat formuła się nieco wzbogaciła: na początku z braku odpowiedniego sprzętu wszystko emitowano na żywo, później pojawił się telerecording i nowe możliwości montażu, zaczęto realizacje w plenerze i pod koniec istnienia cykl ewoluował w kierunku filmu telewizyjnego (np. Kłopoty to moja specjalność). Jednakże te nie mogły konkurować z filmami i serialami sensacyjnymi, zwłaszcza amerykańskimi, które zaczęły masowo napływać do Polski w latach 70. XX wieku za sprawą ówczesnego szefa telewizji Macieja Szczepańskiego (seriale Kojak, Columbo, Święty), zajmując to samo czwartkowe wieczorne okienko emisyjne.
Jak podliczyła Illa Genachow, w ciągu pierwszych trzech lat emisji w 144 przedstawieniach padło 400 trupów.
W 1992 TVP zrealizowała film dokumentalny Pod znakiem węża – wspomnienie o Teatrze Kobra, z Krzysztofem Teodorem Toeplitzem jako narratorem, w którym twórcy (Józef Słotwiński, Andrzej Konic, Jerzy Gruza, Andrzej Łapicki, Zbigniew Safjan, Janusz Majewski i Piotr Szulkin) starali się m.in. odpowiedzieć na pytanie „Kto zabił Kobrę?”, tj. dlaczego „Kobra” się skończyła.

## Niektóre przedstawienia
- 1956 – Zatrute litery, według Agathy Christie – premierowe przedstawienie wyemitowane 6 lutego 1956, reż. Adam Hanuszkiewicz[9]
- 1956 – Było 10 murzynków, według Agathy Christie, reż. Józef Słotwiński, adaptacja Ilja Genachow
- 1961 – Gasnący płomień – emisja 28 września 1961 (najstarszy zachowany w całości spektakl „Kobry”), reż. Andrzej Łapicki, wykonawcy – Zofia Mrozowska, Stanisław Jasiukiewicz, Andrzej Łapicki, Maria Żabczyńska, Alicja Wyszyńska
- 1962 – Znowu „Łut Szczęścia”, premiera 26 kwietnia 1962, 63 minuty – scen. Janusz Jaxa, reż. Janusz Morgenstern, reż. telewizyjna (realizacja) Barbara Borys, scenografia Krystyna Mielech, opr. muzyczne Stefan Zawarski, dźwięk Jan Małkowski, światło Anna Rusin, wykonawcy: Wiesław Michnikowski (prywatny detektyw Frank Venture), Maria Kaniewska (Gloria Butt), Wieńczysław Gliński (William Gray), Lucyna Winnicka (Mary White), Janusz Bylczyński (Harry Black)
- 1964 – Samolot do Londynu (59 minut) – scen. Joe Alex, reż. J. Słotwiński, scenografia Jerzy Gorazdowski, opr. muzyczna Adam Sławiński, dźwięk Tadeusz Małek, światło Witold Mickiewicz, wykonawcy – Mariusz Dmochowski (Joe Alex), Stanisław Winczewski (Richard Knox), Jan Gorzkowski (George Borclay), Danuta Szaflarska (stewardesa), Igor Śmiałowski (kapitan), Zygmunt Kacprowski (radiotelegrafista), Tadeusz Kosudarski (Jack Fighter), Czesław Roszkowski (Sam Hollow), Janina Niczewska (Agnes Knox), Alicja Świderska (Isabelle Linton), August Kowalczyk (Horacy Roberts), Stefan Brem (celnik); wydana na DVD w 2009 przez TVP (brak obrazu w dwóch miejscach, w sumie przez prawie 2 minuty); powieść Piekło jest we mnie jest oparta na tym samym scenariuszu
- 1964 – Pomyłka, proszę się wyłączyć! (41 minut) – według Lucille Fletcher, reż Jerzy Gruza, tłumaczenie i scen. Mira Michałowska; wykonawcy – Aleksandra Śląska (pani Stevenson), Kazimierz Meres, Mirosława Dubrawska, Joanna Jedlewska, Tadeusz Pluciński (Jack, morderca), Anna Jaraczówna, Barbara Jurewicz, Emilia Krakowska, Alicja Raciszówna, Irena Szczurowska, Zdzisław Salaburski, Edward Wichura, Juliusz Roland, Hugo Krzyski oraz Tomasz Miłkowski; oryginał, pt. Sorry, Wrong Number, był amerykańskim słuchowiskiem radiowym, po raz pierwszy emitowanym w 1943, a w 1948 został zekranizowany; sztuka wydana na DVD w 2011 przez TVP
- 1964 – Głos mordercy (62 minuty) – według Williama Fairchilda, reż. Henryk Drygalski, tłumaczenie Maria Wisłowska, wykonawcy – Edmund Fetting (Charles), Leonard Pietraszak (Peter), Anna Milewska (Anna), Jadwiga Barańska (panna Forbes), Maciej Maciejewski (inspektor), Eugeniusz Robaczewski (sierżant)
- 1968 – Iryd (60 minut) – autorstwa Ryszarda Dońskiego i Barbary Nawrockiej (jego późniejszej małżonki), reż. Mieczysław Waśkowski, wykonawcy – Wieńczysław Gliński (Major Korta), Emil Karewicz (Antoni Walczak), Jerzy Turek (Porucznik Małek), Irena Karel (Irena Kamińska)
- 1970 – Alicja prowadzi śledztwo – scen. Robert Thomas, reż. Edward Dziewoński; wykonawcy – Irena Kwiatkowska (Alicja Postic), Edward Dziewoński (inspektor policji Grandin), Alfreda Sarnawska, Igor Śmiałowski (mecenas Rocher), Stanisława Stępniowa, Wiesław Gołas (Robert de Charance), Halina Kowalska, Cezary Julski, Bolesław Kostrzyński.
- 1971 – W biały dzień, trzy części po 50 minut; autor – Francis Durbridge, reżyseria – Jan Bratkowski, wykonawcy – Stanisław Zaczyk, Anna Ciepielewska, Andrzej Szczepkowski, Ignacy Machowski, Jerzy Kamas, Mieczysław Milecki, Danuta Szaflarska
- 1972 – Umarły zbiera oklaski – scen. Joe Alex (n.p. własnej powieści pt. Śmierć mówi w moim imieniu), reż. Andrzej Zakrzewski, wykonawcy – Krzysztof Chamiec (Joe Alex), Maciej Maciejewski (Parker), Wieńczysław Gliński (Vincy), Barbara Wrzesińska (Eva), Roman Wilhelmi (Darcy, reżyser), Jerzy Kaliszewski (Davidson), Maria Homerska (Angelika Dodd), Ilona Kuśmierska (Anna Dodd), Piotr Pawłowski (Tom Dodd), Wojciech Skibiński (Gullins), Mirosław Wojtulanis (Ruffin), Andrzej Szajewski (Charless Cresswell), Bogdan Łysakowski (Jones), Włodzimierz Nakwaski (kelner); scenografia Marek Lewandowski; wydana na DVD w 2009 przez TVP
- 1972 – Amerykańska guma do żucia „Pinky”, scen. Jerzy Janicki, reż. Józef Słotwiński, wykonawcy – Emil Karewicz (kapitan milicji), Krzysztof Kowalewski (Pieniążek), Ryszard Barycz (kapitan Wapiennik), Bolesław Płotnicki (Drabik), Joanna Jędryka (Hania), Barbara Klimkiewicz (Basia), Aleksander Sewruk (Dojnarowica), Krzysztof Kalczyński (Marocha), Janusz Kłosiński (Karaś), Irena Karel (Ilona), Tadeusz Czechowski (doktor), Wiesława Kwaśniewska (ona), Bohdan Ejmont (on), Ryszard Markowski (Maciejewski), Tadeusz Bartosik (Guła); powtórna emisja we wtorek 8 stycznia 1974 o 21:05 w TVP2
- 1972 – Kto zabił Świętego Mikołaja? – reż. Anna Minkiewicz, wykonawcy – Anna Milewska, Joanna Jędryka, Krzysztof Kowalewski, Janusz Zakrzeński, Andrzej Zaorski, Krzysztof Chamiec, Józef Duriasz, Marek Lewandowski
- 1972 – Jak błyskawica (trzy części po 50 min) – reż. Jan Bratkowski, wykonawcy – Ewa Wiśniewska, Roman Wilhelmi, Krzysztof Chamiec, Mieczysław Voit, Kazimierz Meres, Barbara Horawianka, Ryszard Bacciarelli, Halina Kossobudzka, Barbara Klimkiewicz, Janusz Paluszkiewicz, Zofia Rysiówna
- 1973 – Za kurtyną – scenariusz według powieści Earl Derr Biggersa, reż. Jan Bratkowski, w roli głównej Tadeusz Bartosik (Charlie Chan), inni wykonawcy – Zbigniew Sawan, Ewa Lemańska, Jerzy Zelnik, Wanda Koczeska, August Kowalczyk, Kalina Jędrusik, Wiesława Mazurkiewicz, Zbigniew Koczanowicz, Irena Horecka, Helena Bystrzanowska, Bogusz Bilewski
- 1973 – Wspólniczka – reż. Janusz Majewski, wykonawcy – Roman Wilhelmi, Ewa Wiśniewska, Małgorzata Niemirska, Tadeusz Bartosik, Maciej Englert
- 1973 – Pomarańcze – reż. Romuald Szejd, Barbara Borys-Damięcka, w rolach głównych Władysław Kowalski (Piotr Lamastre), Roman Wilhelmi (Antoni Venaco), Jolanta Zykun (Katarzyna), Henryk Machalica (inspektor), Stefan Śródka (strażnik), Stefan Friedmann (strażnik)
- 1974 – Kompozycja na cztery ręce – scen. Hilda Lawrence; adaptacja i reż. Tomasz Zygadło; z Zofią Rysiówną (Nora Hansen) i Henrykiem Machalicą (Ralf Hansen); powtórna emisja w czwartek 9 lutego 1975 o 20:20
- 1974 – Śmierć w najszczęśliwszym dniu – reż. Jan Machulski
- 1974 – Jego dwie żony (70 minut); reż. Stanisław Zaczyk, wykonawcy – Jerzy Kamas, Pola Raksa, Stanisław Mikulski, Henryk Bąk, Wojciech Duryasz, Jadwiga Polanowska
- 1975 – Arszenik i stare koronki, według Josepha Kesselringa (z Ireną Kwiatkowską i Barbarą Ludwiżanką)
- 1975 – Bracia Rico, według Georges’a Simenona – emisja 5 czerwca 1975; reż. Marek Piwowski, w rolach głównych Zbigniew Zapasiewicz, Jan Nowicki, Piotr Fronczewski, Jan Świderski i Zofia Małynicz
- 1976 – Upiór w kuchni – scen. Patrick G. Clark (wł. Janusz Majewski), reż. Janusz Majewski, reż. tv Barbara Borys-Damięcka, opr. muzyczne Jan Zawierski, scenografia Krystyna Mielech, wykonawcy – Zofia Mrozowska (Laura Collins), Grażyna Staniszewska (Cynthia Collins), Roman Wilhelmi (Mike Spelly), Jan Machulski (inspektor Hunt), Marek Walczewski (komisarz Fuddler), Wiktor Zborowski (sierżant Griggson), Włodzimierz Boruński (lekarz sądowy); wydana na DVD w 2009 przez TVP
- 1976 – Hotel pod poległym alpinistą – na podstawie książki fantastycznonaukowej braci Strugackich; premiera 10 lutego 1976; w rolach głównych: Ryszard Pietruski i August Kowalczyk; był to spektakl kryminalny, który raczej nie był Teatrem „Kobra”
- 1977 – Przecież ty nie żyjesz
- 1977 – Czy pan nie rozumie? To pomyłka! (76 minut, na podstawie Remote Control Harry’ego Carmichaela) – reż. Bogdan Augustyniak; wyk. Marian Kociniak, Barbara Wrzesińska, Mieczysław Milecki, Kazimierz Meres, Anna Milewska, Jan Machulski, Włodzimierz Press; wydana na DVD w 2016 przez TVP[10]
- 1978 – Kłopoty to moja specjalność, według Raymonda Chandlera, reż. Marek Piwowski, emisja w czwartek 2 lutego 1978
- 1978 – Azyl dla bandyty, reż. Bogdan Augustyniak, emisja 30 listopada 1978
- 1980 – Carmilla, reż. Janusz Kondratiuk[11]
- 1981 – Kwiaty dla Algernona – na podstawie opowiadania science-fiction Flowers for Algernon Daniela Keyesa, premiera 15 stycznia 1981; wykonawcy – m.in.: Paweł Nowisz (Charlie), Andrzej Samson (Psycholog).
- 1985 – Potrójny Nelson (93 minuty), według The Business of Murder Richarda Harrisa – reż. Stefan Szlachtycz, tłumaczenie Ewa Chodkowska; występowali Henryk Talar (Stone), Barbara Brylska (Dee), Leonard Pietraszak (Hallett).
- 1985 – Odwet
- 1993 – Upiór w kuchni – reż. Janusz Majewski według własnego scenariusza; wykonawcy: Irena Kwiatkowska, Hanna Śleszyńska, Wiktor Zborowski; wydana na DVD w 2008 (remake wersji z 1975 roku)

Aktualnie cykliczne spektakle kryminalne nawiązujące do Teatru Sensacji Kobra przygotowuje Teatr Hybrydy w Warszawie.
- W dniu 25 listopada 2013 roku przedstawieniem Dawne grzechy wznowiony został Teatr Telewizji „Kobra” – reż. Krzysztof Lang; autor sztuki Roger Mortimer Smith; wykonawcy: Kamilla Baar, Tomasz Karolak, Adam Woronowicz, Jan Frycz.